# Kia Stonic
Le Kia Stonic est un crossover urbain produit par le constructeur automobile Sud-coréen Kia depuis fin 2017. En Europe, il remplace le petit monospace Kia Venga.

## Présentation
Le Kia Stonic est officiellement dévoilée le 20 juin 2017.

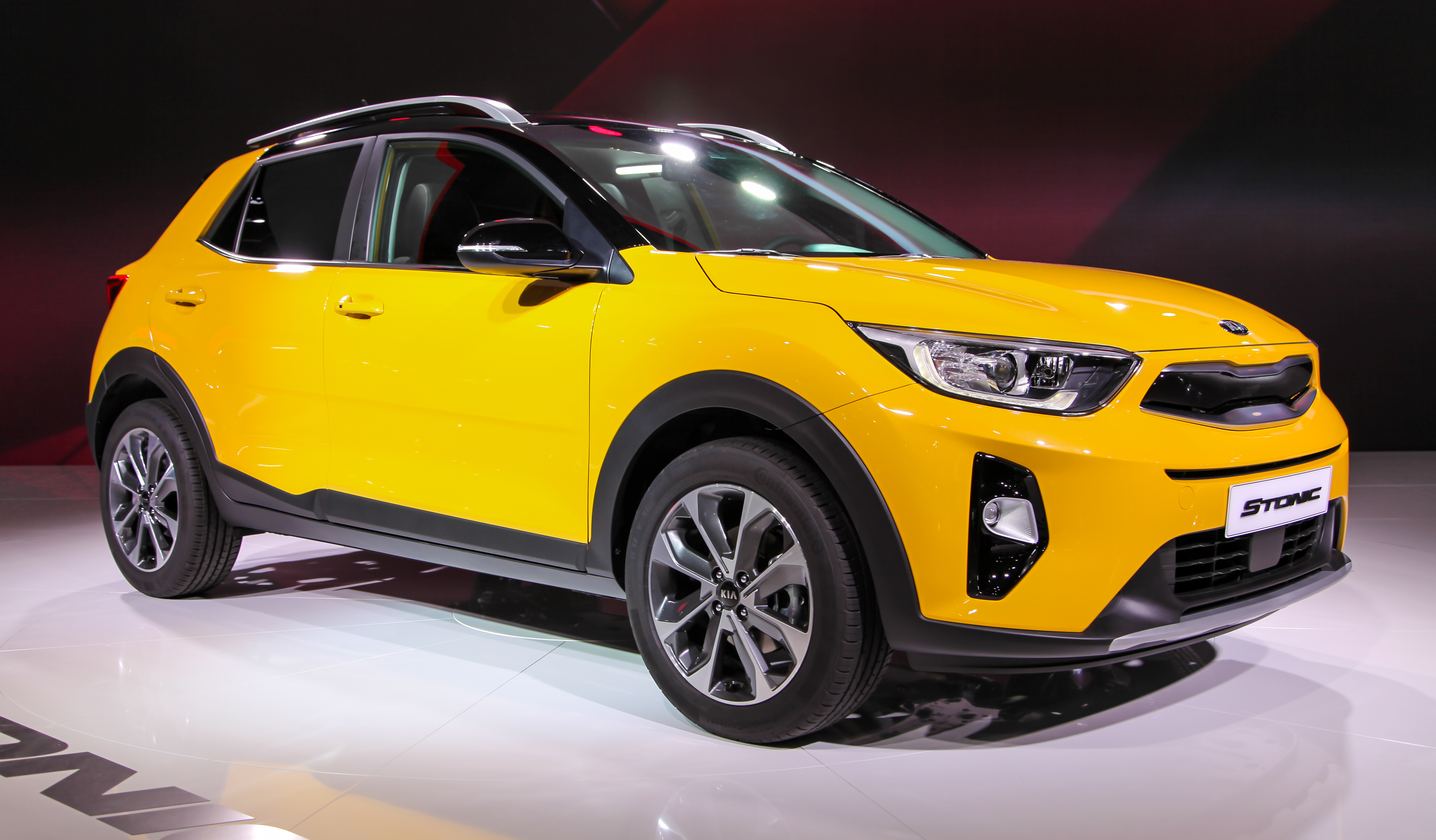
Kia Stonic (phase 1)
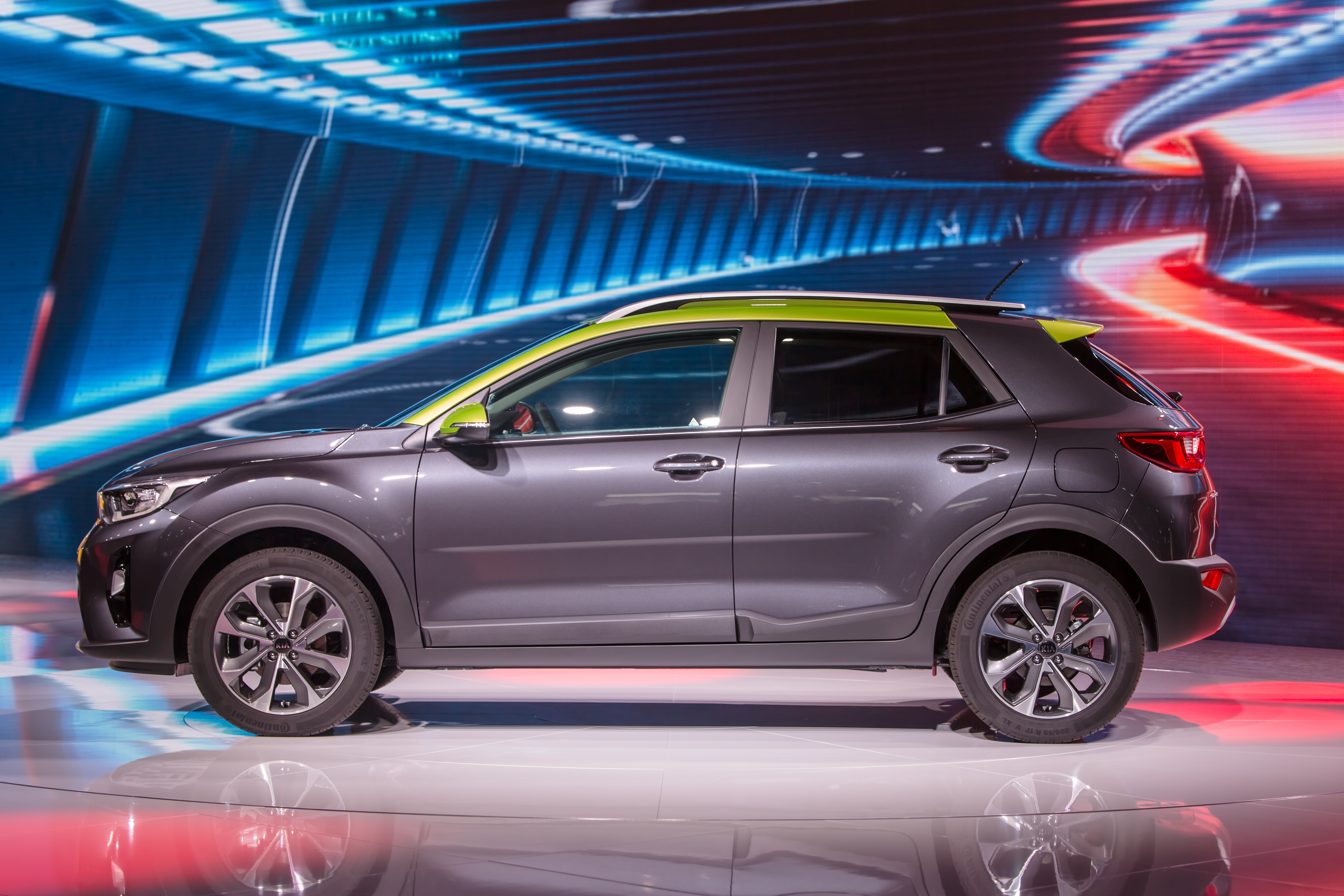
Kia Stonic (phase 1)
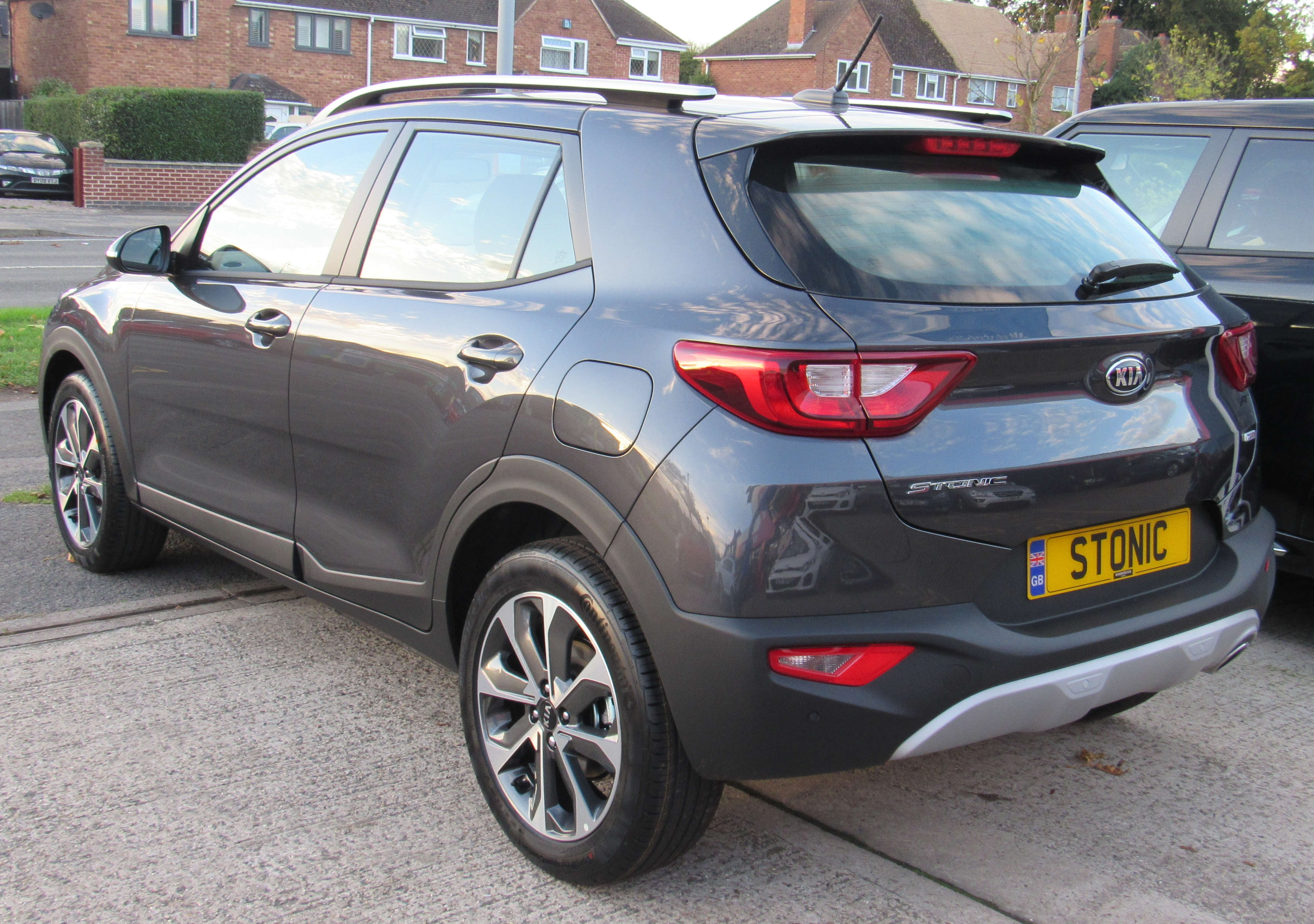
Kia Stonic (phase 1)

### Phase 2
La version restylée du Stonic est dévoilée le 5 août 2020.
Le Stonic adopte le nouveau logo Kia en 2021.

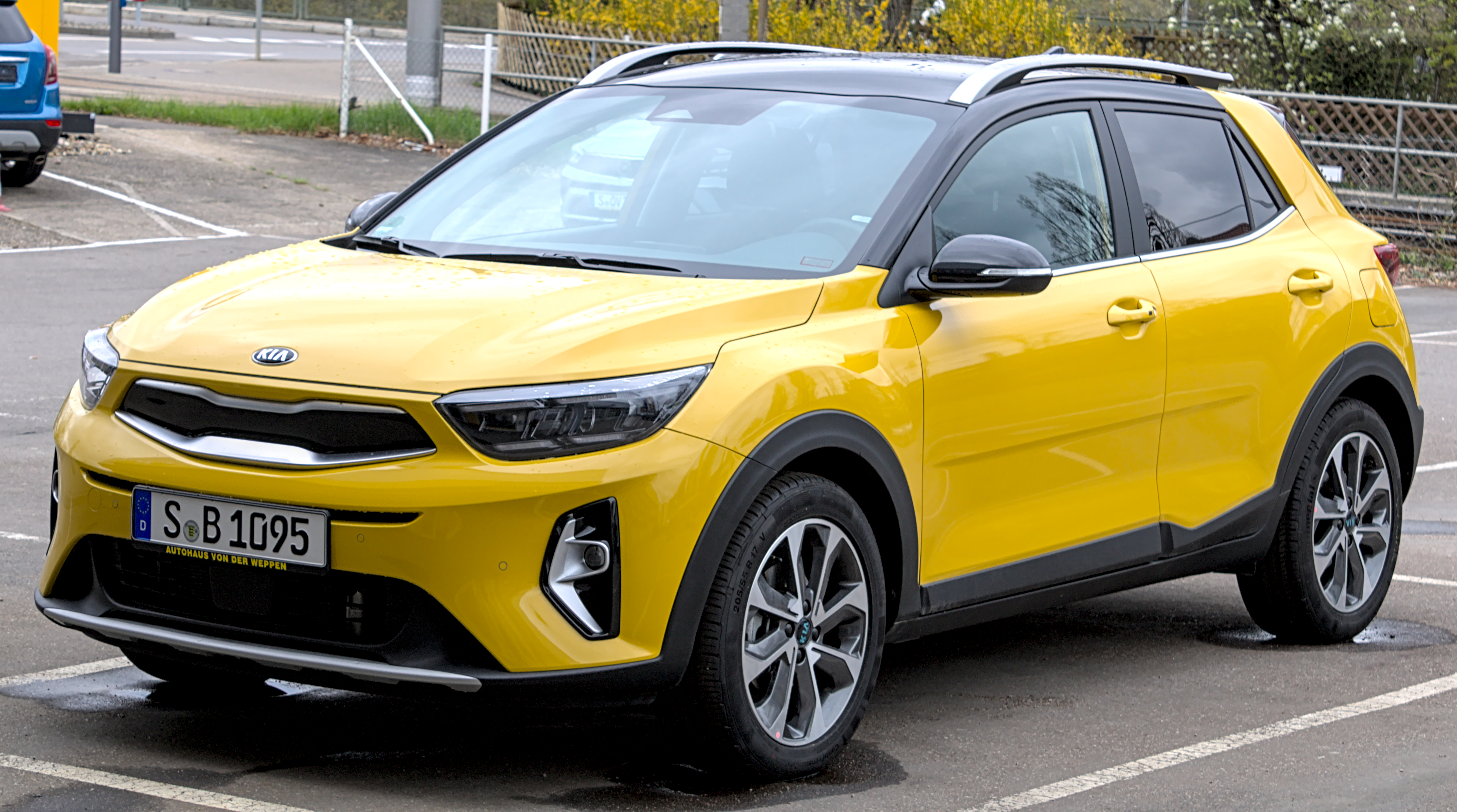
Kia Stonic (phase 2)
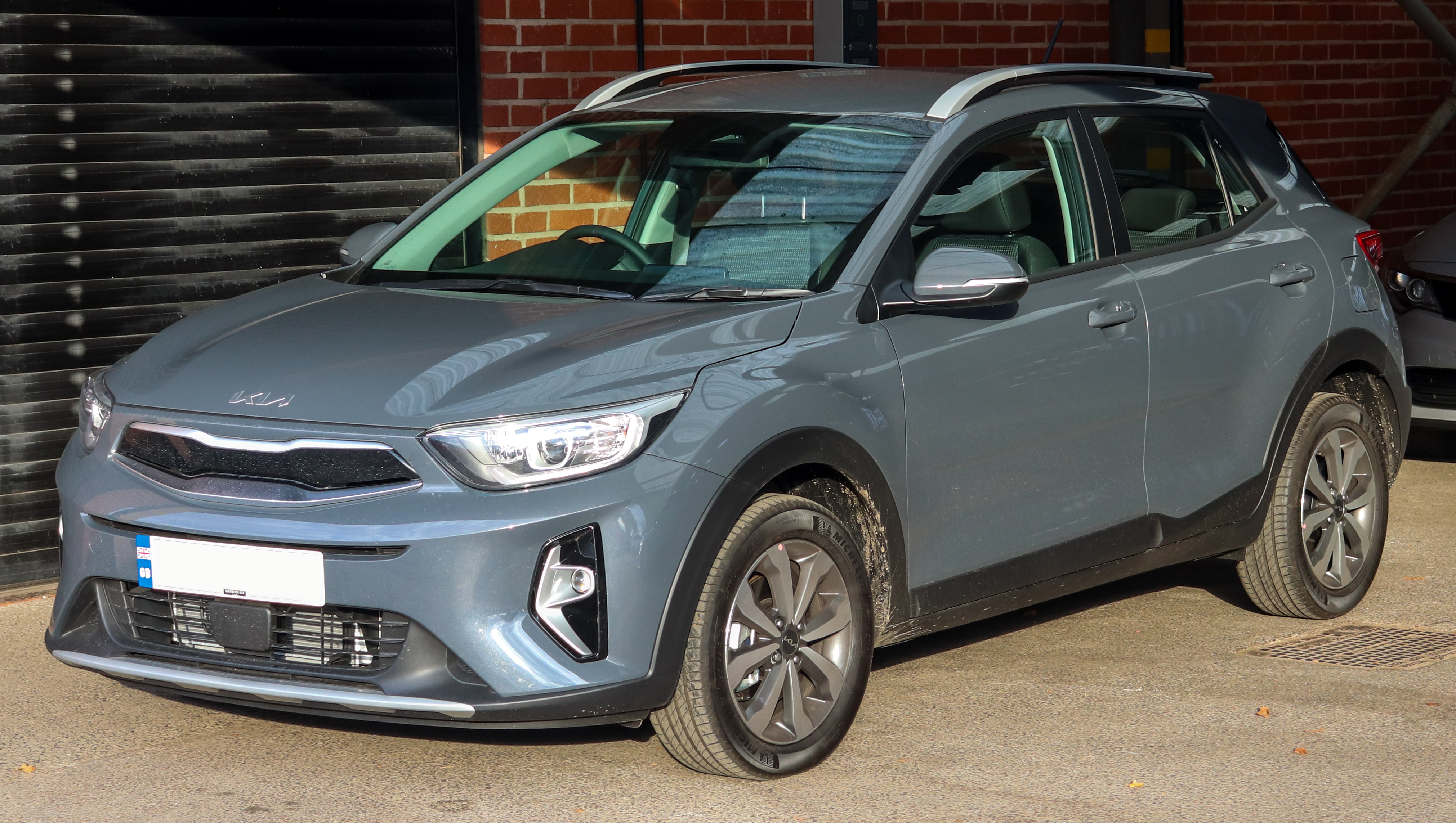
Kia Stonic (phase 2) (avec nouveau logo)
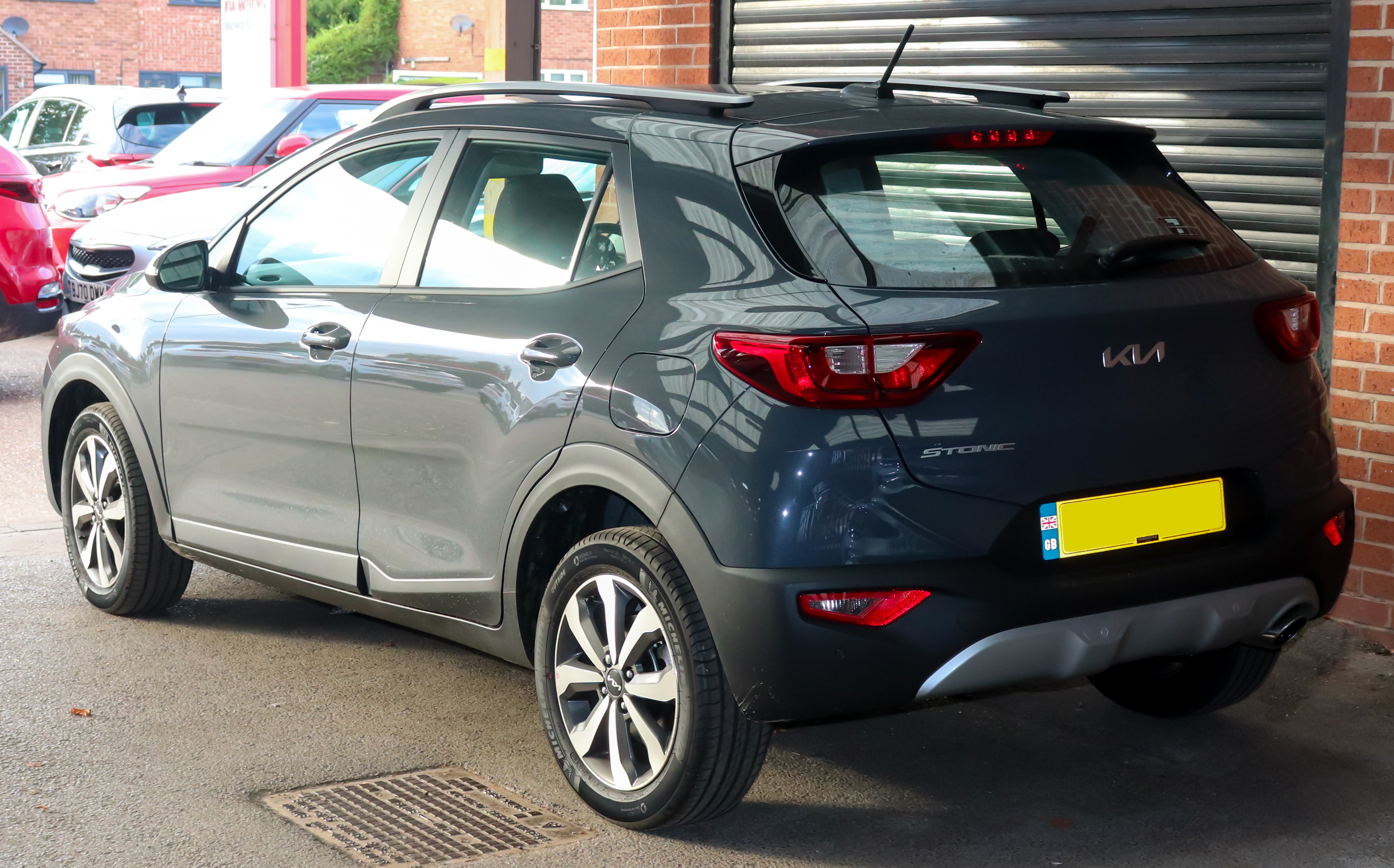
Kia Stonic (phase 2) (avec nouveau logo)

## Caractéristiques techniques

### Motorisations
Phase 1
|                               | 1.4 100 (selon pays)               | 1.0 T-GDi 100                               | 1.0 T-GDi 120                               | 1.0 T-GDi 120                               | 1.6 CRDi 110                                                                        |
| ----------------------------- | ---------------------------------- | ------------------------------------------- | ------------------------------------------- | ------------------------------------------- | ----------------------------------------------------------------------------------- |
| Type de carburant             | Essence                            | Essence                                     | Essence                                     | Essence                                     | Diesel                                                                              |
| Type Moteur                   | 4-cylindres en ligne - 16 soupapes | 3-cylindres à injection directe 12 soupapes | 3-cylindres à injection directe 12 soupapes | 3-cylindres à injection directe 12 soupapes | 4-cylindres en ligne à injection directe à rampe commune haute pression 16 soupapes |
| Cylindrée (cm³)               | 1 368                              | 998                                         | 998                                         | 998                                         | 1 582                                                                               |
| Admission                     | Atmosphérique                      | Turbocompressé                              | Turbocompressé                              | Turbocompressé                              | Turbocompressé                                                                      |
| Puissance administrative (CV) | 5                                  | 6                                           | 6                                           | 6                                           | 6                                                                                   |
| Puissance maximale (ch)       | 100                                | 100                                         | 120                                         | 120                                         | 110                                                                                 |
| au régime de (tr/min)         | 6 000                              | 6 000                                       | 6 000                                       | 6 000                                       | 4 000                                                                               |
| Couple maximal (N m)          | 133,3                              | 171,5                                       | 171,5                                       | 171,5                                       | 260                                                                                 |
| au régime de (tr/min)         | 4 000                              | 1 500 à 4 000                               | 1 500 à 4 000                               | 1 500 à 4 000                               | 1 500 à 2 750                                                                       |
| Boîte de vitesses             | Manuelle 6 rapports (BVM6)         | Manuelle 5 rapports (BVM5)                  | Manuelle 6 rapports (BVM6)                  | Robotisée à 7 rapports (DCT7)               | Manuelle 6 rapports (BVM6)                                                          |
| Vitesse maximale (km/h)       | 172                                | 179                                         | 184                                         | 185                                         | 175                                                                                 |
| 0-100 km/h (s)                | 12,6                               | 10,8                                        | 10,3                                        | 10,6                                        | 11,3                                                                                |
| Consommation (en L/100 km)    | 7,0/4,6/5,5                        | 5,9/4,5/5,0                                 | 6,2/4,6/5,2                                 | 5,9/4,9/5,2                                 | 4,9/3,8/4,2                                                                         |
| Émissions de CO2 (g/km)       | 125                                | 115                                         | 115                                         | 118                                         | 109                                                                                 |
| Poids (kg)                    | 1160                               | 1180                                        | 1185                                        | 1220                                        | 1255                                                                                |

Phase 2
Avec son restylage, le Stonic se dote uniquement d'un nouveau moteur essence 3-cylindres essence 1.0 T-GDi « Smartstream » (100 ou 120 ch), associé à un système de micro-hybridation 48 volts fournissant 12 kW de puissance supplémentaire, qui remplace le 3-cylindres essence 1.0 T-GDi « Kappa ».
|                               | 1.0 T-GDi 100 Mild hybrid                   | 1.0 T-GDi 100 Mild hybrid                   | 1.0 T-GDi 120 Mild hybrid                   | 1.0 T-GDi 120 Mild hybrid                   |
| ----------------------------- | ------------------------------------------- | ------------------------------------------- | ------------------------------------------- | ------------------------------------------- |
| Type de carburant             | Essence                                     | Essence                                     | Essence                                     | Essence                                     |
| Type Moteur                   | 3-cylindres à injection directe 12 soupapes | 3-cylindres à injection directe 12 soupapes | 3-cylindres à injection directe 12 soupapes | 3-cylindres à injection directe 12 soupapes |
| Cylindrée (cm³)               | 998                                         | 998                                         | 998                                         | 998                                         |
| Admission                     | Turbocompressé                              | Turbocompressé                              | Turbocompressé                              | Turbocompressé                              |
| Puissance administrative (CV) | 6                                           | 6                                           | 6                                           | 6                                           |
| Puissance maximale (ch)       | 100                                         | 100                                         | 120                                         | 120                                         |
| au régime de (tr/min)         | 6 000                                       | 6 000                                       | 6 000                                       | 6 000                                       |
| Couple maximal (N m)          | 172                                         | 200                                         | 172                                         | 200                                         |
| au régime de (tr/min)         |                                             |                                             |                                             |                                             |
| Boîte de vitesses             | Manuelle 6 rapports (BVM6)                  | Robotisée à 7 rapports (DCT7)               | Manuelle 6 rapports (BVM6)                  | Robotisée à 7 rapports (DCT7)               |
| Vitesse maximale (km/h)       |                                             |                                             |                                             |                                             |
| 0-100 km/h (s)                |                                             |                                             |                                             |                                             |
| Consommation (en L/100 km)    |                                             |                                             |                                             |                                             |
| Émissions de CO2 (g/km)       |                                             |                                             |                                             |                                             |
| Poids (kg)                    |                                             |                                             |                                             |                                             |

## Finitions et séries spéciales
Phase 1
- Launch Edition (2017)
- Motion
- Active
- Design
- Premium
- GT Line

Phase 2
- Launch Edition (2020)
- Motion
- Active
- Premium
- Blue Edition (2021)